# Nguyên Kính Vương hậu
Nguyên Kính Vương hậu (chữ Hán: 元敬王后; Hangul: 원경왕후; 11 tháng 7, 1365 - 10 tháng 7, 1420), hay Hậu Đức Đại phi
(厚德大妃), là Vương hậu duy nhất của Triều Tiên Thái Tông Lý Phương Viễn, vị quân chủ thứ ba của nhà Triều Tiên. Bà sinh ra 8 người con cho Thái Tông; 4 nam và 4 nữ, trong đó là người kế thừa vương vị, Triều Tiên Thế Tông Lý Tạo.

## Tiểu sử
Nguyên Kính Vương hậu xuất thân từ gia tộc danh giá Ly Hưng Mẫn thị (驪興閔氏; 여흥 민씨). Cha bà là Ly Hưng phủ viện quân Mẫn Tễ (閔霽), làm chức Chánh thừa (政丞; 정승) thời Cao Ly; mẹ bà là Tam Hàn Quốc Đại phu nhân họ Tống ở Lệ Sơn (三韓國大夫人礪山宋氏).
Năm 1392, Triều Tiên Thái Tổ Lý Thành Quế lập quốc, bà kết hôn với Tĩnh An quân Lý Phương Viễn, thụ phong tước hiệu Tĩnh Ninh ông chúa (靖寧翁主). Năm Triều Tiên Định Tông thứ 2 (1399), Tĩnh An quân tự lập làm Vương trữ (王儲), bà được cải phong làm Trinh tần (貞嬪). Năm 1400, Lý Phương Viễn lên ngôi, tức Triều Tiên Thái Tông, bà được phong làm Tĩnh phi (靜妃).
Theo sử sách ghi lại, Nguyên Kính vương hậu cá tính hay ghen, đối với việc Thái Tông nạp thiếp vô cùng kịch liệt phản đối. Năm thứ 2 trị vì, Thái Tông muốn nạp con gái của Quyền Hoằng (權弘) làm hậu cung, Vương hậu đã khóc lóc để ngăn cản nhưng Thánh ý đã quyết. Quyền thị nhập cung được phong làm Trinh Ý cung chúa (貞懿宮主), về sau chính là Ý tần Quyền thị (懿嬪權氏), sinh cho Thái Tông Trinh Huệ ông chúa (貞惠翁主). Sau đó, Vương hậu điên cuồng có những hành vi áp bức hậu cung tần ngự, thậm chí từng hãm hại mẹ con Hiếu tần Kim thị và Kính Ninh quân. Vụ án làm dấy động triều đình, gia tộc của Vương hậu có bốn người bị liên quan và xử tử.
Vì không thuận theo ý của Thái Tông, Vương hậu và Quốc vương thường xảy ra tranh chấp, cãi vã. Thái Tông phiền não tột độ, dần xa lánh Vương hậu, thậm chí trong thời gian cuối còn có ý định phế truất Vương hậu. Thế nhưng, niệm tình phu thê nhiều năm và công lao của Vương hậu sinh dục Vương tử Vương nữ, Thái Tông bèn thôi ý định đó.
Năm 1418, Thái Tông đại vương trở thành Thái thượng vương, Tĩnh phi Mẫn thị được tôn làm Hậu Đức vương đại phi (厚德王大妃).
Năm 1420, năm Triều Tiên Thế Tông thứ 2, ngày 10 tháng 7, Vương hậu qua đời ở biệt điện Thọ Khang cung (壽康宮), hưởng thọ 56 tuổi. Bà được truy thụy hiệu là Chương Đức Chiêu Liệt Nguyên Kính vương hậu (彰德昭烈元敬王后), chôn cất tại Hiến lăng (獻陵).

## Hậu duệ
Nguyên Kính vương hậu có với Triều Tiên Thái Tông 8 người con, 4 vương tử và 4 vương nữ:
1. Trinh Thuận công chúa (貞順公主, 1385 - 1460), hạ giá lấy Thanh Bình phủ viện quân Lý Bá Cương (李伯剛).
2. Khánh Trinh công chúa (慶貞公主, 1387 - 1455), hạ giá lấy Bình Nhưỡng phủ viện quân Triệu Đại Lâm (趙大臨).
3. Khánh An công chúa (慶安公主, 1393 - 1415), hạ giá lấy Cát Xương quân Quyền Khuể (權跬).
4. Nhượng Ninh đại quân (讓寧大君, 1394 - 1462), lấy Tùy Thành phủ phu nhân họ Kim ở Quang Châu.
5. Hiếu Ninh đại quân (孝寧大君, 1396 - 1486), lấy Nhị Thành phủ phu nhân họ Triệu ở Hải Châu.
6. Triều Tiên Thế Tông Lý Tạo [李裪], ban đầu phong là Trung Ninh Đại quân (忠寧大君).
7. Trinh Thiện công chúa (貞善公主, 1404 - 1424), hạ giá lấy Nghi Sơn quân Nam Huy (南暉).
8. Thành Ninh đại quân (誠寧大君, 1405 - 1418), lấy Tam Hàn Quốc đại phu nhân họ Thành ở Xương Ninh.